# Dermanura gnoma
Dermanura gnoma é uma espécie de morcego da família Phyllostomidae. Pode ser encontrada na Bolívia, Brasil, Peru, Equador, Colômbia, Venezuela, Guina, Suriname e Guiana Francesa. Esta espécie foi descrita pela primeira vez por Thomas Handley em 1987 junto com outras seis espécies do mesmo gênero. Este morcego se destacou por ser o menor do grupo e ter uma distribuição geográfica mais restrita que as outras três dentro do território brasileiro. Como muitos morcegos, ele é frugívoro, ou seja, se alimenta de uma variedade de frutas, e não de sangue como se pensa popularmente sobre a maioria dos morcegos. É um animal pequeno (10 cm em média) e  inofensivo.

## Distribuição geográfica
Essa espécie está presente na região amazônica brasileira, no Cerrado do Centro-Oeste, nas proximidades da Serra do Roncador, é uma espécie pioneira no domínio da Floresta Atlântica no Espírito Santo mas não está presente a oeste dos Andes e na costa Venezuelana. Normalmente é fácil de ser encontrado em áreas úmidas e em florestas perenes mais do que em campos abertos.

## Características taxonômicas
Possui a pelagem dorsal de cor castanho-claro e ventral levemente mais clara, mudando para o cinza na região próxima a cabeça; Possui faixas claras na face incipientes, o que o diferencia de forma mais marcantes das outras espécies do gênero; tem as bordas das orelhas, trago e base da folha nasal notavelmente amareladas; e a presença de dois pares de molares superiores e três de inferiores, muitas das vezes inexistentes nos outros exemplares do grupo.

## Importância ecológica
São considerados por estudiosos como indicadores de mudanças de paisagem pelo impacto humano, e também são importantes dispersores de sementes contribuindo no processo de regeneração florestal.